# Peider Lansel
Peider Lansel (Pisa, 15 de Agosto de 1863 - Genebra, 9 de Dezembro de 1943) foi um escritor suíço de língua romanche, e uma das principais figuras na literatura retoromântica. Nasceu na Itália, porém sua família era originária de Sent (Grisões), de onde emigraram para se dedicar ao comércio.
Foi um dos fundadores da Lia Rumantscha, uma sociedade de incentivo ao cultivo da língua romanche e de proposta à autonomia política dos povoados réticos. Trabalhou arduamente pela renovação da língua, sendo que escreveu várias compilações de poemas: La cullana de ambras (1912), Il vegl chalamêr (1929), La funtana chi staina (1936), Fanzögnas (1939), Versiuns veglias e nouvas (1940). Também publicou uma série de antologias e fez compilações de canções populares, assim como os artígos periodísticos Ni Italianos, ni Tudais-chs, Rumantschs vulains restar (1913 e 1917) e Ils Retorumantschs (1936).